# Franc Lindner
Franc Lindner, mariborski župan (Bürgermeister).

## Županovanje
Franc Lindner je za kratek čas postal mariborski župan leta 1802, ko je po odstopu prvega župana Jožefa Altmanna zasedel ta položaj. 